# هاندا
هاندا، آیچی از شهرهای استان آیچی ژاپن است که جمعیت آن در سرشماری ۱ ژانویه ۲۰۰۸ میلادی ۱۱۷٬۹۲۷ نفر بوده‌است.